# Spezialauftrag (Fernsehserie)
Spezialauftrag (Originaltitel: Strange Report) ist eine britische Krimiserie mit Anthony Quayle als Adam Strange. Sie wurde von ITC Entertainment produziert, 1969 erstmals auf ITV ausgestrahlt und umfasste eine Staffel von 16 Folgen mit jeweils einer Stunde Laufzeit.
In den Vereinigten Staaten wurde Strange Report erstmals 1971 ausgestrahlt, in Deutschland wurde die Serie im regionalen Vorabendprogramm gesendet.

## Handlung
Adam Strange, ein pensionierter Kriminologe des Innenministeriums, löst bizarre Fälle mit Hilfe seines Assistenten Hamlyn Gynt, seiner Nachbarin Evelyn McClean und dem manchmal auftretenden Professor Marks. Strange arbeitet mit forensischen Methoden und führt diese in seinem eigenen Labor in seiner Wohnung in Warwick Crescent im Londoner Stadtteil Maida Vale/Little Venice durch.

## Synchronisation
| Figur             | Darsteller         | Deutscher Sprecher |
| ----------------- | ------------------ | ------------------ |
| Adam Strange      | Anthony Quayle     | Christian Rode     |
| Hamlyn Gynt       | Kaz Garas          | Thomas Danneberg   |
| Anneke Wills      | Evelyn McLean      |                    |
| Professor Marks   | Charles Lloyd Pack | Hugo Schrader      |
| Inspector Purcell | Bryan Marshall     | Joachim Pukaß      |

## Produktion
Im Gegensatz zu anderen ITC-Produktionen, die für den US-Markt konzipiert wurden, entstand Spezialauftrag in Zusammenarbeit mit der US-amerikanischen NBC-Filmproduktionsfirma Arena, ausführender Produzent war der für seine Mitwirkung an Solo für O.N.C.E.L. bekannte Norman Felton.  Eine zweite Staffel der Serie war geplant und sollte in den USA spielen. Die Realisierung scheiterte, da Quayle und Wills nicht zustimmten.

## Rezeption
Im schottischen Herald lobte Ali Masud die bereits 35 Jahre alte Serie als ein Who’s who der kommenden Generation britischer Schauspieler, welches für die Zeit unerwartete Qualitäten aufwies: kontroverse Themen wie illegale Migration und Rassismus wurden aufgegriffen, die Geschichten seien bissig und kontrovers, die Hauptperson Strange ein unwahrscheinlicher, aber liebenswerter Held, der seinen Verstand mehr als seine Muskeln nutzte.